# ムーンギターズ
ムーンギターズは、日本の東京都に本社を構えるギター製造企画販売会社。PGM（プロフェッショナル・ギター・マニュファクチャリング）というセットアップ部門を設けている。主に様々なメーカー製のパーツを選び、コンポーネントでエレキギター及びベースを組み立て制作し、販売するという形式を取っている。関連会社として有限会社O.N.Gがある。

## 概要
1978年、表克美や乳井和彦らESPの経営陣やビルダーがESPを辞職し、東京都に元ESP経営陣を中心とした営業や販売を行う株式会社ムーンコーポレーションと、乳井和彦を代表としたビルダーによって組織された楽器の製作やセットアップなどを行う会社として（有）P.G.M（プロフェッショナル・ギター・マニュファクチャリング）を創業した。 
初期においては、ロサンゼルスにて表克美とJOE YOUIが設立したJust And Limited Co.Ltdと（有）P.G.Mの両方で製作を行った。
創業当初はアメリカのシェクターからボディやネックを取り寄せ、組み立てていた。その後、長野県松本市にある原山ギター製作所にてボディーとネックを仕入れ、国内用として製作していた。
また一時期、国内向けにシェクターから商標使用の認可を経てシェクターブランドとして、シェクターで製造されたネックとボディを日本のPGMで組み込みされて販売していた。 シェクター分裂後も、設立当初からシェクターの工場長だったトム・アンダーソンとの関係が続き、1980年代まで同形式の日本で組み立てを行うトム・アンダーソンのライセンスドブランドのギターも販売された。
1979年からはフェンダーの製品をアップグレードし、ユーザーのニーズによってセットアップするギターコンポーネントを販売し、1990年代前半には東京の市ヶ谷にリペア・ショップ「ファーム」をオープンするものの、売上が芳しくなく、閉店する。 
1999年に、社名をムーンコーポレーションから、ムーンギターズに変更。同年、帰国した表により設立された有限会社O.N.G Co. Ltdが製造部門となった。その後、株式会社ムーンギターズは、東京都多摩市貝取の貝取団地内に本社を移し、ギターコンポーネントの販売を行う。2009年11月には本社を町田市小野路町に移転。

## 使用アーティスト(アルファベット、五十音順)
- J.W.ウイリアムス
- Nacomi
- ROLLY（すかんち）
- ジョン・メイヤー
- ブライアン・アレン
- マイケル・ベイリー
- マイケル・ローズ
- メルビン・スミス ex.ココ・テイラー バンド
- ラリー・グラハム
- 鮎川誠（シーナ&ザ・ロケッツ）
- 五十嵐隆
- 依知川伸一
- 市川洋二（ex.THE STREET SLIDERS）
- いちむらまさき
- 今沢カゲロウ
- 岡峰光舟（THE BACK HORN）
- 角松敏生
- 菊田俊介
- クマ原田
- 近藤房之助
- 下野ヒトシ
- 清水興  (ナニワエキスプレス)
- 清水亮（Rowdy Godsey）
- 須藤満
- TAKE-SHIT（COCOBAT）
- 竹田和夫（クリエイション）
- 徳武弘文
- 中川敬（ソウル・フラワー・ユニオン）
- 西山毅
- 根岸孝旨
- 野村義男
- 村上啓介(アマチュア～THE ALPHA時代である1989年頃)
- 廣木光一
- 福留修一(Shyoudog)(韻シスト)
- 溝渕哲也
- 山本恭司（BOWWOW）